# Hlavní nádraží (terminál MHD v Brně)

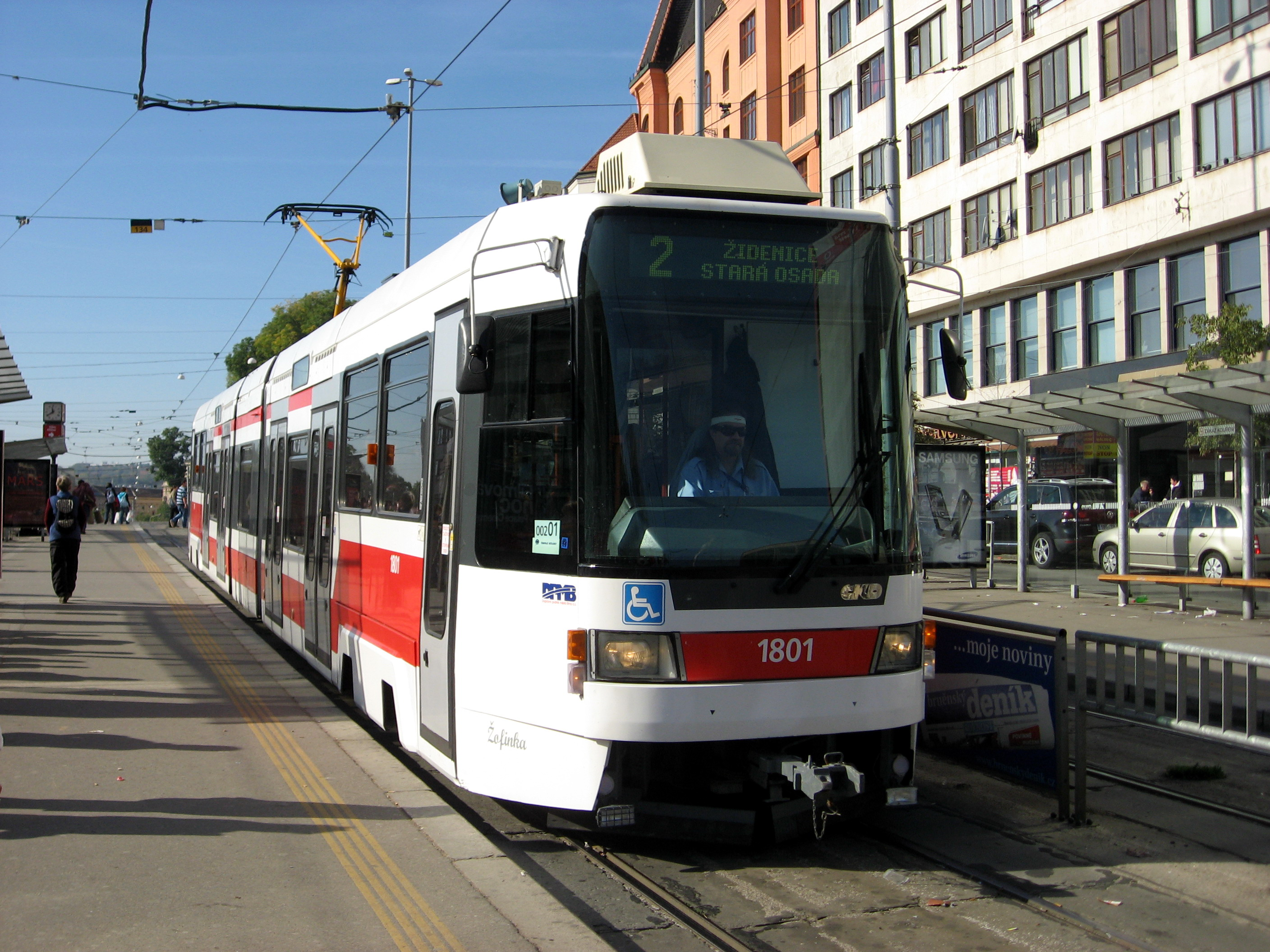
Tramvaj Tatra RT6N1 směr Stará osada u druhého nástupiště uzlu

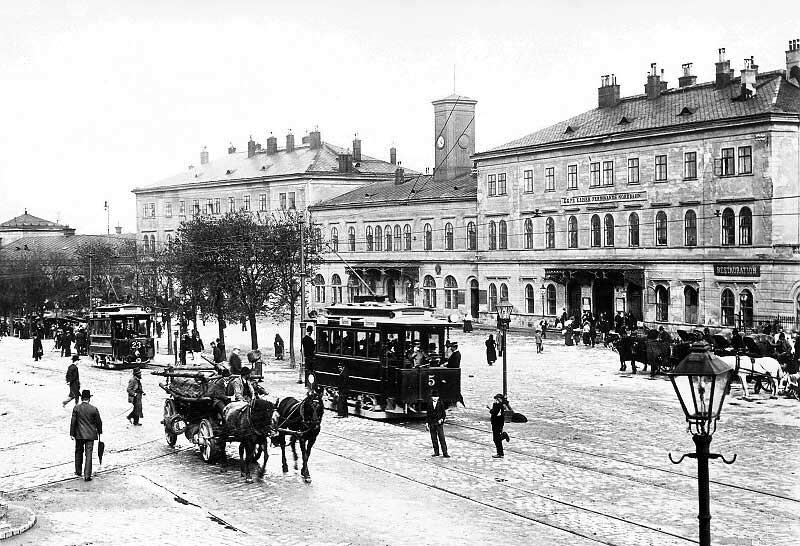
Tramvajový provoz před hlavním brněnským nádražím v letech 1901 nebo 1902

Tramvajový uzel v Brně, Nádražní ulici je frekventovaný tramvajový terminál v Brně se dvěma velkými tramvajovými stanicemi, který je jedním ze dvou centrálních uzlů brněnské tramvajové sítě. Patří k přibližně desítce podobně silně frekventovaných tramvajových uzlů na světě. Jeho jádrem je ústřední nácestná stanice před budovou železniční stanice Brno hlavní nádraží.

## Historie
Tramvajový uzel se vytvářel postupně a kontinuálně s rozvojem tramvajové dopravy v Brně a společně s formováním okolního prostoru a jižního segmentu brněnské okružní třídy. Železniční stanice Brno hlavní nádraží vznikla v roce 1838, respektive 1839. Po třiceti letech, při zprovoznění první sítě koňské tramvaje (1869), byla těsně spojena s vnitroměstskou kolejovou dopravou. Jedna ze stanic brněnské pouliční dráhy byla vždy před nádražní budovou.

## Současný provoz
Celý uzel do posledního stavu upravený v roce 2003, sahá od křižovatky Husova/Nádražní/Nové sady až po polovinu úseku v ulici Benešova. Aby uzel mohl plynule pojmout velké množství pohybujících se tramvajových souprav, je v celém úseku ulice Nádražní veden jako čtyřkolejný, po větší část Benešovy ulice jako trojkolejný.
V uzlu slouží dvě zastávky: zastávka Nové sady na jihovýchodním konci ulice Nádražní (pod Petrovem) o třech nástupištích a čtyřech nástupních hranách. Frekventovanější stanicí je zastávka bezprostředně navazující na hlavní výpravní budovu železniční stanice Brno hlavní nádraží na severozápadním konci ulice Nádražní. V této stanici jsou rovněž tři nástupiště o čtyřech nástupních hranách. Nástupiště v této zastávce jsou dlouhá necelých 66 metrů, střední nástupiště má šířku 9 m. V pravidelném provozu je přes zastávku Hlavní nádraží vedeno sedm linek brněnské tramvajové sítě (z celkového počtu jedenácti). Koleje jsou bezprostředně rozvedeny do 4 směrů, které se vzápětí dělí do celkových 8. Trasování linek spojuje uzel se 73 % zastavěného území města Brna v přímém spojení.
Pod větší částí byl v osmdesátých letech 20. století vybudován podchod s vyústěním na každé z nástupišť. Podchod využívá jen menší část cestujících.